# Чертаганы
Чертага́ны (чув. Чартакан) — деревня в Шумерлинском районе Чувашской республики. До 2021 года входила в состав Торханского сельского поселения до его упразднения.

## География
Находится в западной части Чувашии на расстоянии приблизительно 6 км км на северо-восток по прямой от районного центра города Шумерля.

## История
Известна с 1897 года как деревня из 24 дворов и 129 жителями. В 1926 году учтено 53 двора и 395 жителей, в 1939 году 424 жителя, в 1979 220. В 2002 году отмечено 65 дворов, в 2010 27 домохозяйств. В период коллективизации работал колхоз им. Сталина, в 2010 году СХПК «Комбинат».

## Население
Население составляло 100 человек (русские 100 %) в 2002 году, 71 в 2010.